# 1936 chez Disney
Cet article présente la liste des évènements de la Walt Disney Productions ayant eu lieu en 1936.

## Événements

### Février
- 8 février 1936, premier numéro du magazine britannique Mickey Mouse Weekly publié au Royaume-Uni[1]
- 14 février 1936, Sortie du Mickey Mouse Partie de campagne[2]

### Mars
- 7 mars 1936, Sortie du Mickey Mouse Mickey's Grand Opera[3]
- 28 mars 1936, Sortie de la Silly Symphony Elmer l'éléphant[4],[5]

### Avril
- 14 avril 1936, Sortie de la Silly Symphony Les Trois Petits Loups[6],[7]

### Mai
- 30 mai 1936, Sortie du Mickey Mouse De l'autre côté du miroir[8]

### Juin
- 20 juin 1936
  - Sortie du Mickey Mouse Le Rival de Mickey[9]
  - Sortie du Mickey Mouse Le Déménagement de Mickey[10]

### Juillet
- 25 juillet 1936, Sortie du Mickey Mouse Les Alpinistes[11]

### Août
- 1er août 1936, Sortie du Mickey Mouse Le Cirque de Mickey[12]
- 22 août 1936, Sortie de la Silly Symphony Le Retour de Toby la tortue[13],[14]

### Septembre
- 26 septembre 1936, Sortie de la Silly Symphony Trois Espiègles Petites Souris[15],[16]

### Octobre
- 10 octobre 1936, Sortie du Mickey Mouse L'Éléphant de Mickey[3]
- 31 octobre 1936, Sortie de la Silly Symphony Cousin de campagne[17],[18]

### Novembre
- 14 novembre 1936, Sortie de la Silly Symphony Papa Pluto[19],[20], seconde Silly Symphony avec Pluto avant la création de sa propre série, l'année suivante.

### Décembre
- 1er décembre 1936, À la suite du visionnage d'un court métrage d'un studio concurrent (Harman-Ising), Walt Disney redéfinit la palette de couleur de Blanche-Neige et les Sept Nains[21]
- 19 décembre 1936, Sortie de la Silly Symphony More Kittens[22],[23]